# Paul Youssef Matar
Paul Youssef Matar (* 1. Februar 1941 in Na'ameh, Libanon) ist Erzbischof der Erzeparchie Beirut.

## Leben
Paul Youssef Matar wurde im Jahr 1941 im Gouvernement Libanonberg im Ort Na'ameh, der sich in der historischen Region Chouf befindet, geboren.
Matar wurde am 5. Juni 1965 im Alter von 24 Jahren, durch das Spenden des Weihesakraments, zum maronitischen Priester geweiht. Die Ernennung zum Weihbischof im maronitischen Patriarchat von Antiochien erhielt Paul Youssef Matar am 7. Juni 1991 im Alter von 50 Jahren. Zudem wurde Matar zum Titularbischof von Tarsus dei Maroniti ernannt. Die darauf erfolgte Ordination fand am 3. August 1991 statt. Am 8. Juni 1996, im Alter von 55 Jahren, wurde Paul Youssef Matar zum Erzbischof der Erzeparchie Beirut ernannt. Bei der liturgischen Bischofsweihe war Seine Seligkeit der maronitische Patriarch von Antiochien und des Ganzen Ostens Nasrallah Boutros Sfeir Hauptkonsekrator. Ihm zur Seite fungierten als Mitkonsekratoren Bischof Roland Aboujaoudé und Erzbischof Boutros Gemayel.
Erzbischof Paul Youssef Matar fungierte bisher bei den Bischofsweihen der
Erzbischöfe Youssef Anis Abi-Aad, Samir Nassar und bei der Bischofsweihe von Bischof Edgar Madi als Mitkonsekrator.
Er ist Kanzler der Universität La Sagesse in Beirut.